# الهلال الغربیه
الهلال الغربیه یک منطقهٔ مسکونی در قطر است که در شهرداری دوحه واقع شده‌است.